# 白呪
『白呪』（びゃくじゅ）は、美輪明宏による初のオリジナル・アルバム。1975年2月25日にエレックレコードから発売。

## 解説
プロデュースは美輪自身が行った。
代表曲「ヨイトマケの唄」が収録されているが1965年初盤テイクとは異なり、ボーカルを新録している。

## 再発盤
2000年5月17日、アンサンブル（現 株式会社スピリッツ・プロジェクト）からCD化。ブックレットには渡辺えり子（現・渡辺えり）が解説、吉井和哉が推薦文を寄稿している。
2006年7月7日、パルコ出版より再発売。
2011年8月3日、エレックレコードより高音質HQCD盤にて再発売。1973年日比谷公会堂での野坂昭如との幻のライブ&トーク「星の流れに」「ミロール」をボーナス・トラックとして収録。

## 収録曲
全作詞・作曲：美輪明宏（特記以外）/編曲：小谷充
1. 祖国と女達（従軍慰安婦の唄）
2. 悪魔
3. ボタ山の星
4. ヨイトマケの唄
5. 亡霊達の行進
6. 陽はまた昇る
7. 別れの子守唄
8. 妾（わたし）のジゴロ（原題：SCHNER GIGOLO）
  - 作詞：Leonello Casucci/作曲：Juljus Brammer/訳詞：美輪明宏
9. あたしはドジな女
10. さいはての海に唄う
11. 星の流れに（2011年盤ボーナス・トラック）
12. ミロール（2011年盤ボーナス・トラック）